# Національний парк Уаскаран
Національний парк Уаскаран (ісп. Parque Nacional Huascarán) — національний парк, розташований в перуанському регіоні Анкаш, в андійському регіоні Кордильєра-Бланка. Парк є об'єктом Світової спадщини ЮНЕСКО. Назва парку походить від назви найвищої гори на його території і на території Перу — Уаскаран, висотою 6768 м (у свою чергу названу на честь імператора Уаскара).
На території національного парку розташовані 663 льодовики загальною площею 693,72 км² і 296 озер загальною площею 28,14 км². Більшість озер має льодовикове походження. Загальний об'єм води в озерах становить 0,435 км³. По парку протікає понад 40 річок, які належать як до басейну Тихого, так і до басейну Атлантичного океану. Найбільші річки — Ріо-Санта, Мараньйон і Патівілка.
Парк пропонує туристам різноманітні розважальні заходи, у тому числі скелелазіння, катання на човнах і рибальство.

## Флора і фауна
Національний парк Уаскаран відноситься до екорегіону Волога пуна Центральних Анд. Внаслідок того, що національний парк розташований на висоті від 2000 до 6768 м, на його території розташовано 7 зон з різним мікрокліматом — від тропічних дощових і гірських лісів до сухого високогірного степу і гірської тундри. Цим обумовлено різноманіття флори національного парку, тут росте 779 видів рослин, які характерні для Анд, з 40 родів і 104 родин. Найяскравішим представником місцевої флори є Пуйя Раймонда з родини бромелієвих, яка має дуже велике суцвіття з понад 8000 квіток.
У парку мешкає багато тварин, таких як вікунья, віскача перуанська, магеллановий собака, очковий ведмідь, Puma concolor incarum (підвид пуми), кондор андійський, ягуар, лама, гуанако, болотяний олень, бразильський тапір, перуанський строкатохвіст (вид колібрі) та багато видів качок, таких як південна чернь. Деякі представники місцевої фауни відносяться до рідкісних та ендемічних видів.

## Галерея

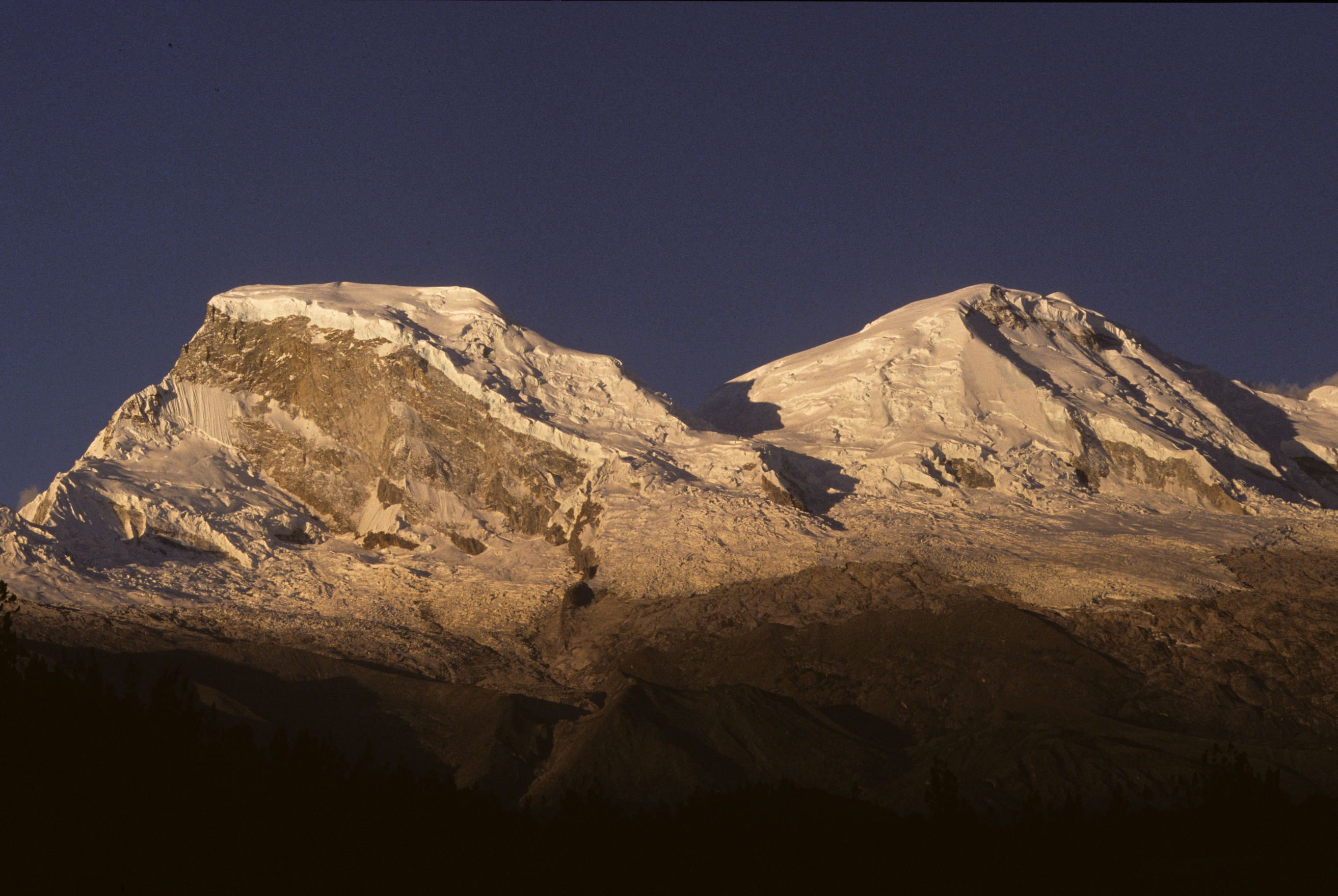
Вершини гори Уаскаран: Норте (ліворуч) і Сур (праворуч)
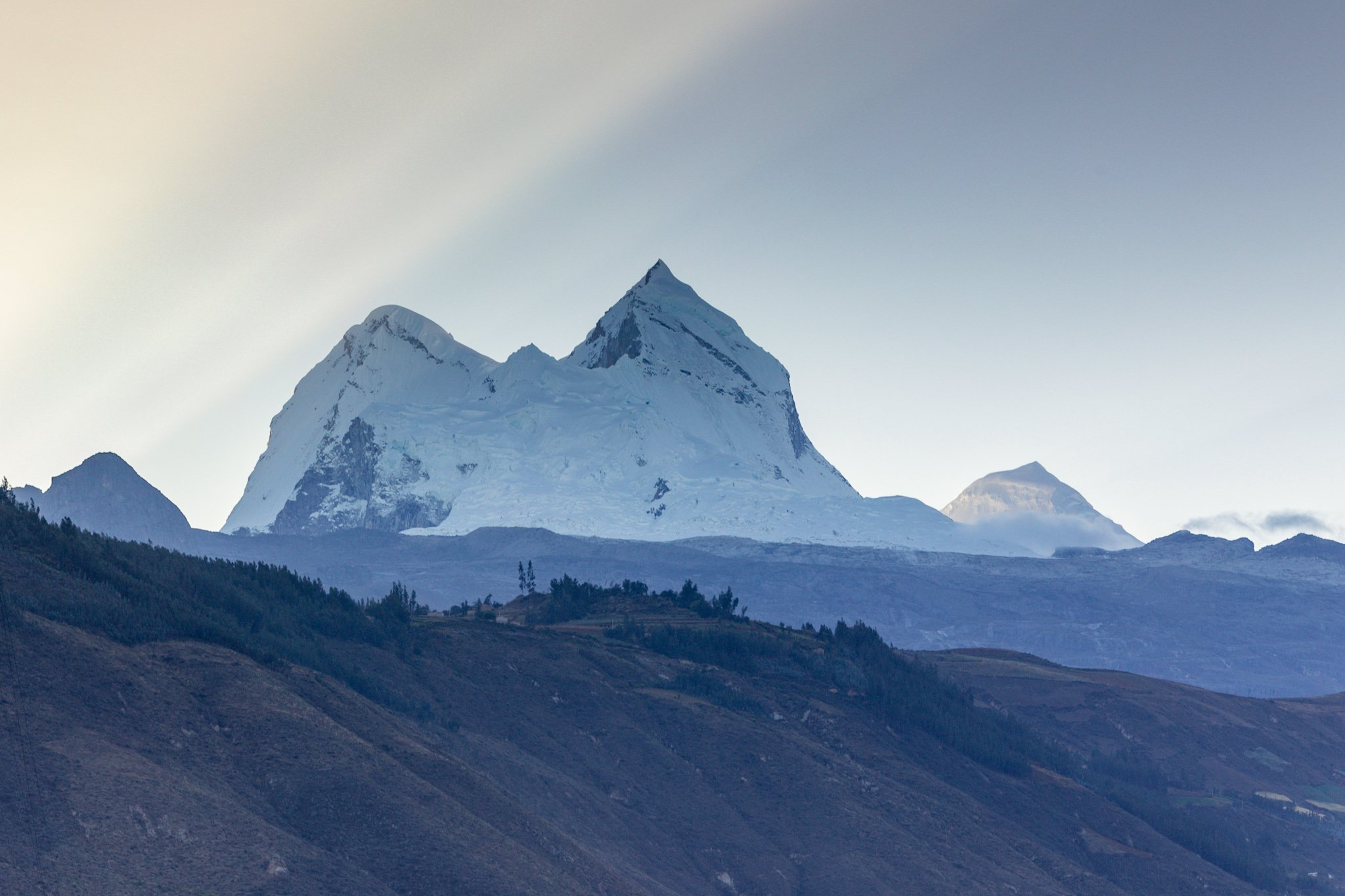
Гора Уандой (6395 м)
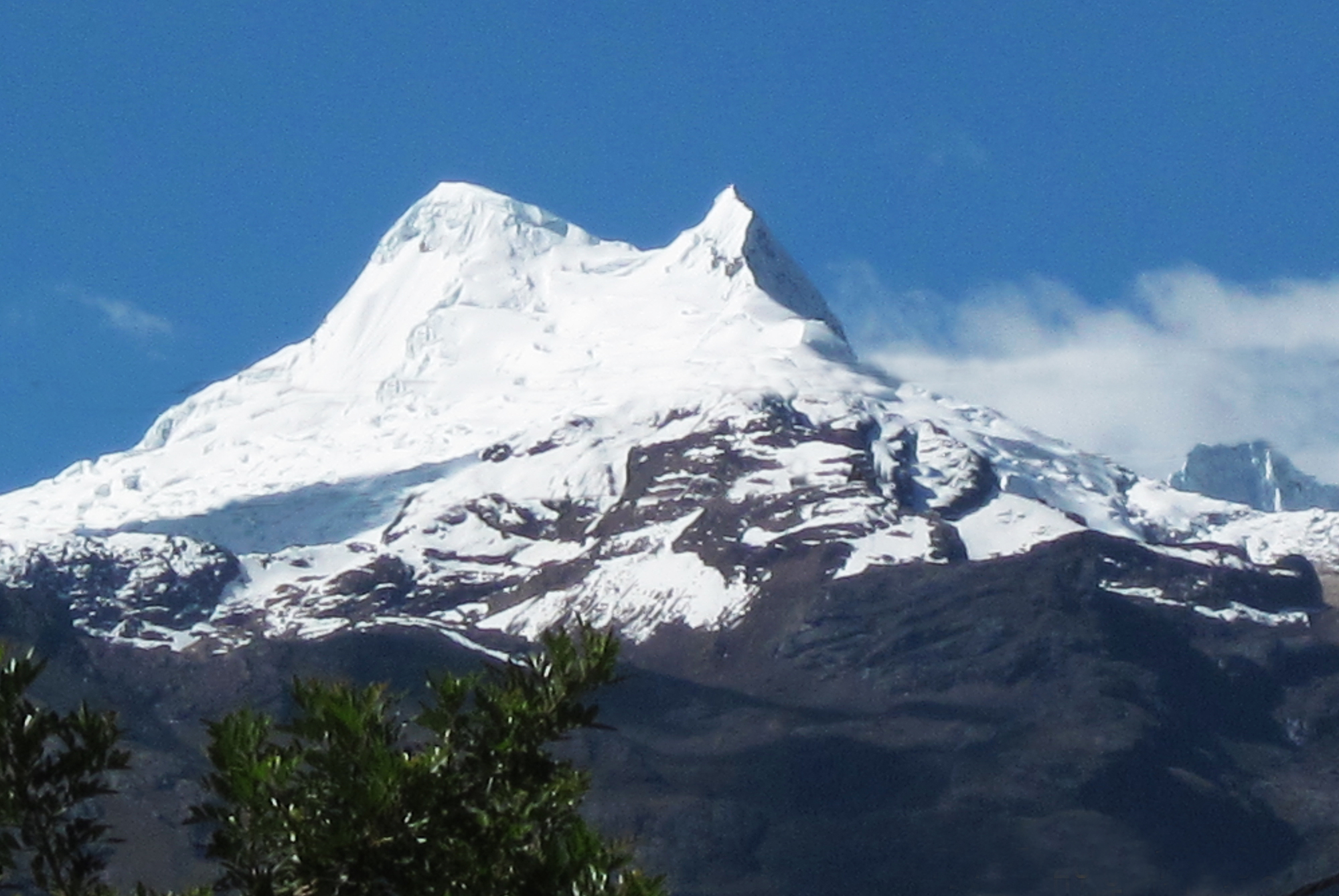
Гора Вальюнараху (5686 м)
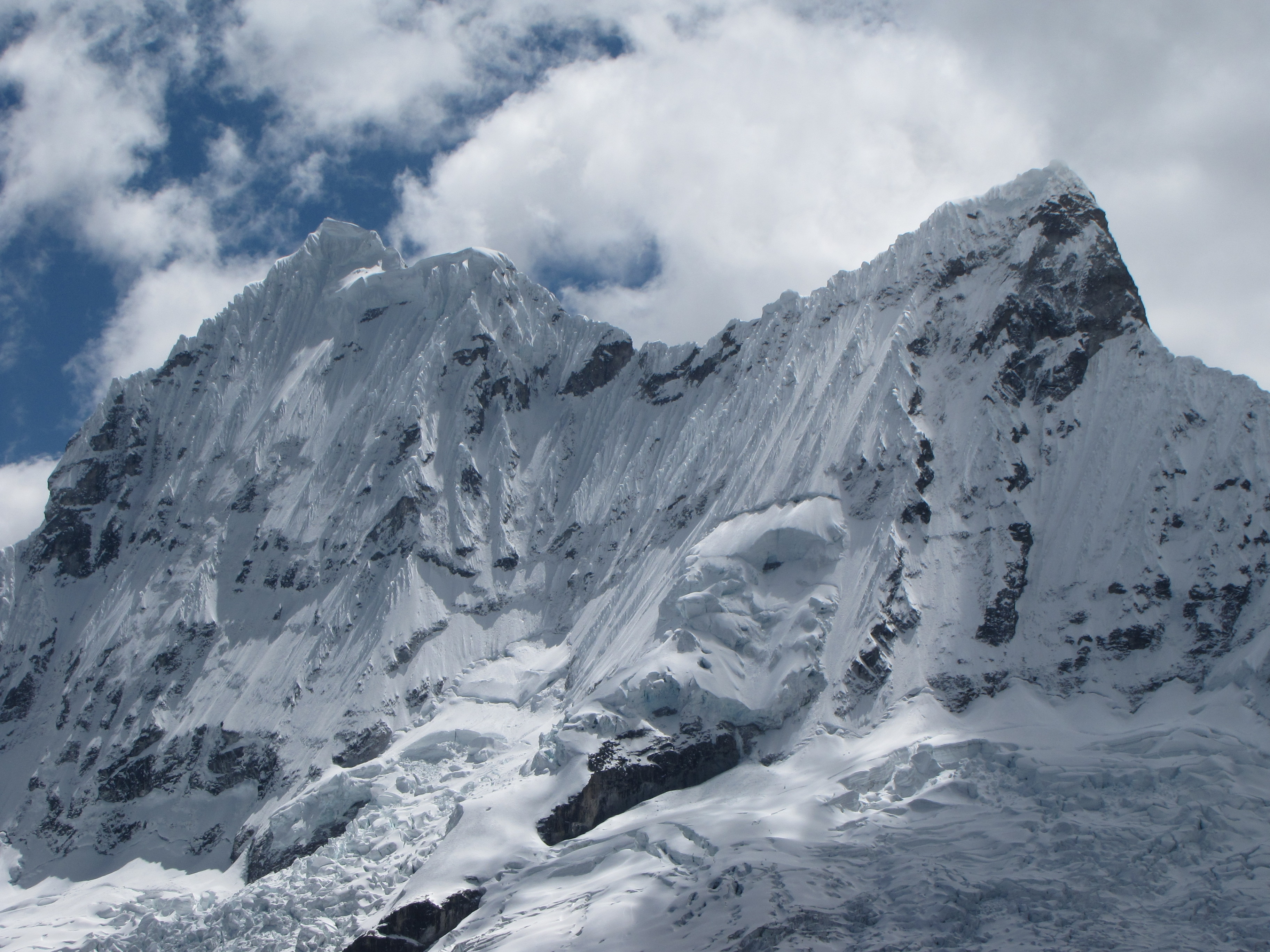
Гора Чакрараху (6108 м)
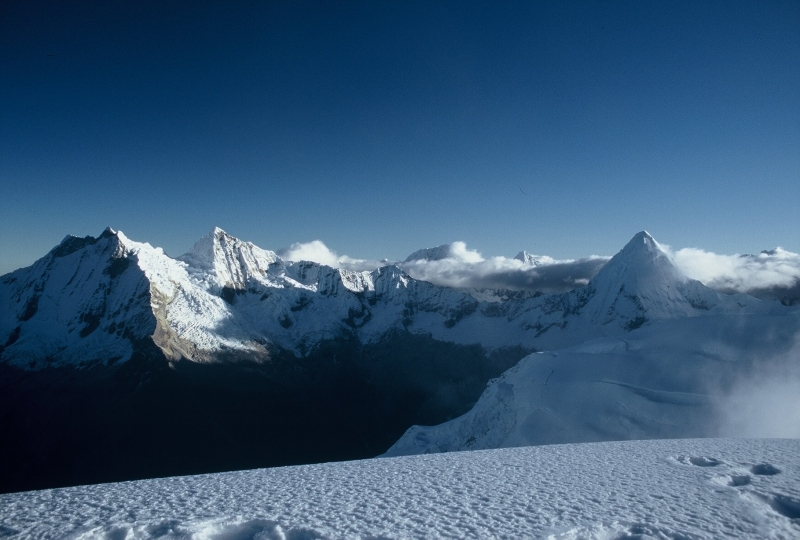
Засніжені вершини гір
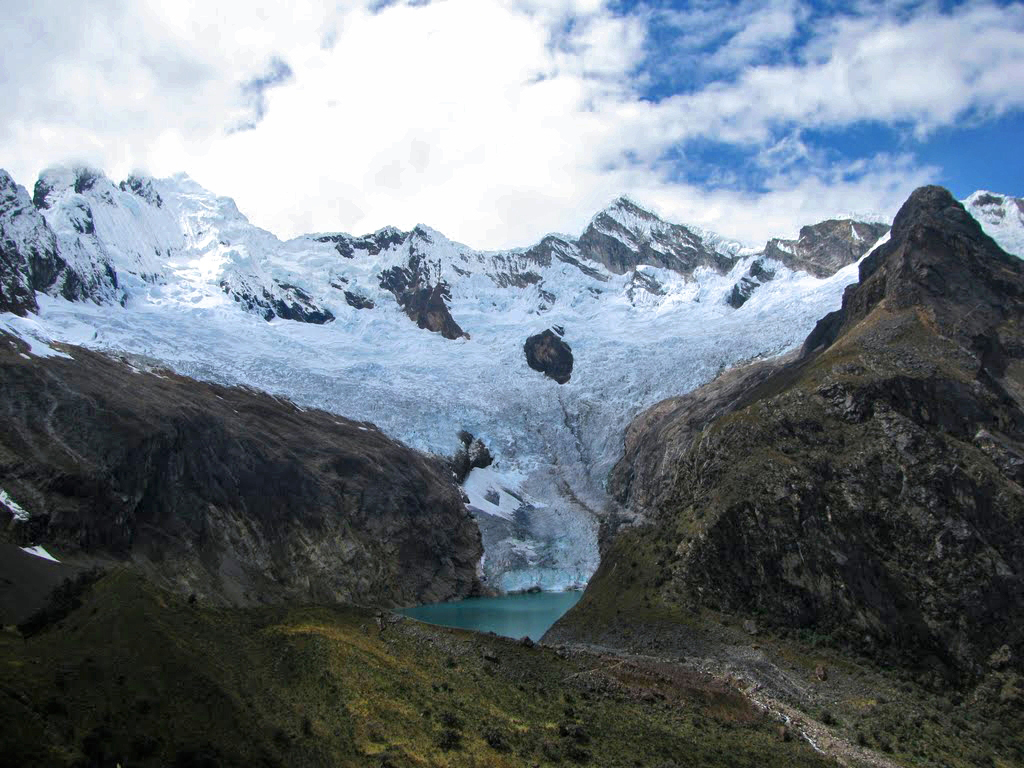
Льодовик Аруай
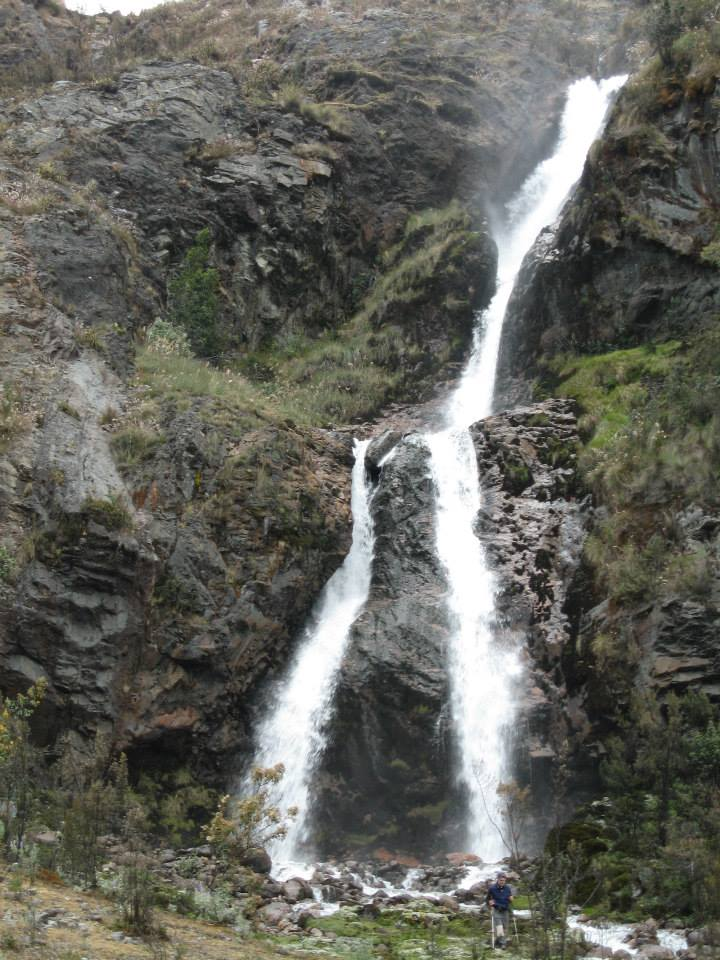
Водоспад Ісмайпампа
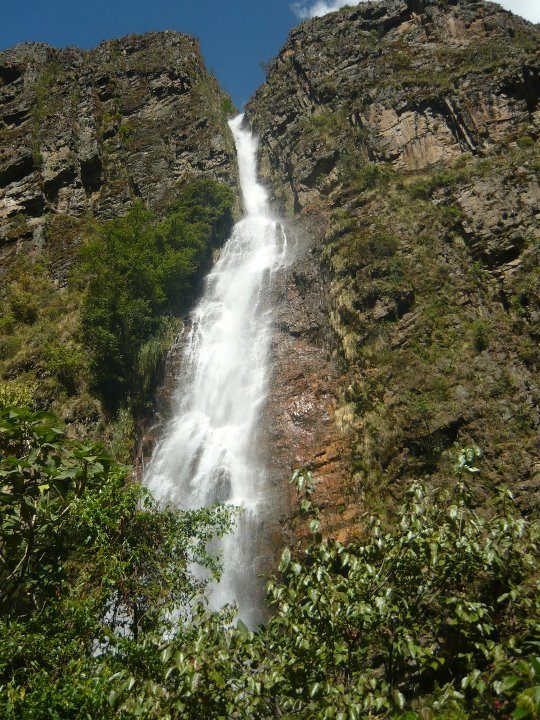
Водоспад Марія Хірай
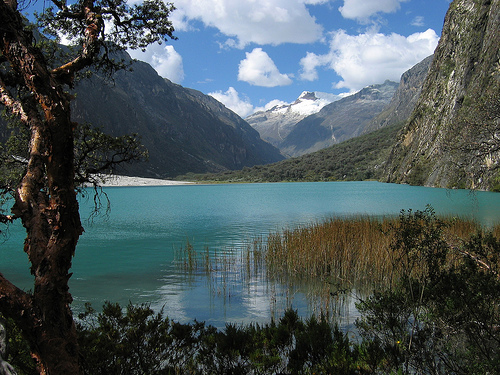
Озеро Льянгануко
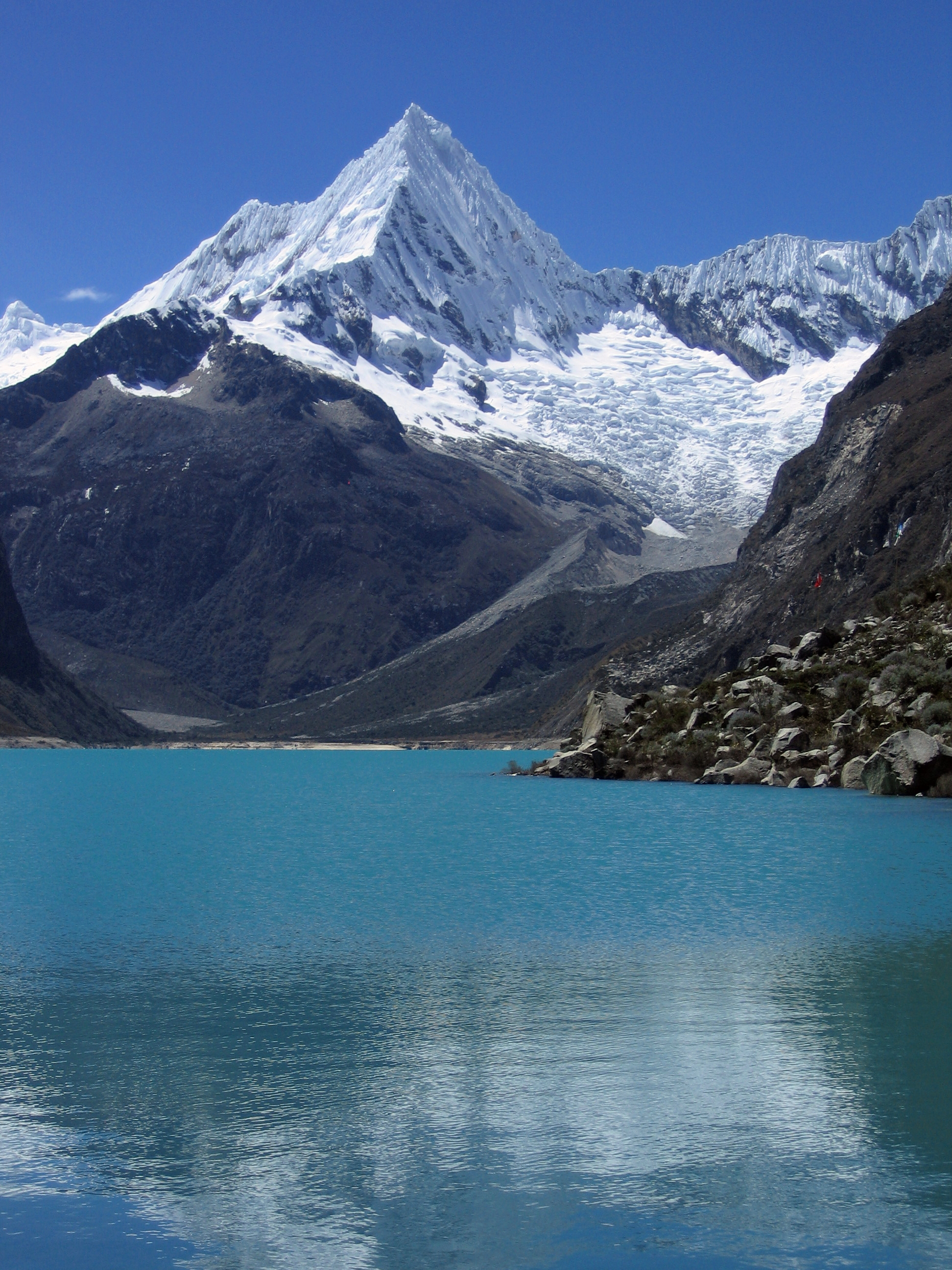
Озеро Парон
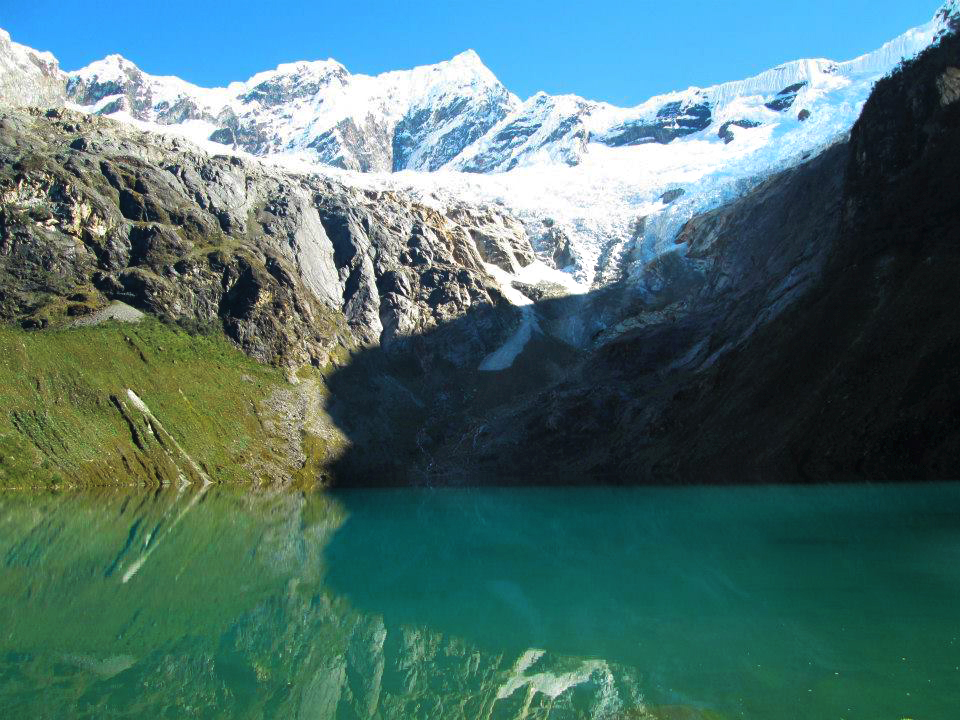
Озеро Янараю
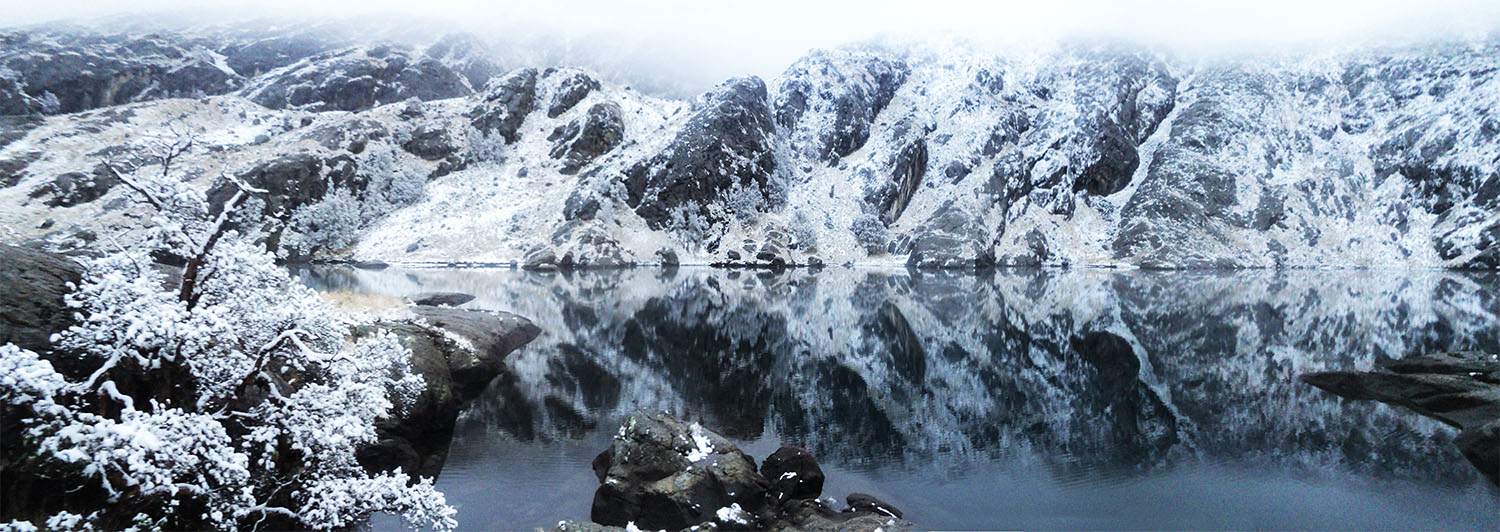
Озеро Агуак
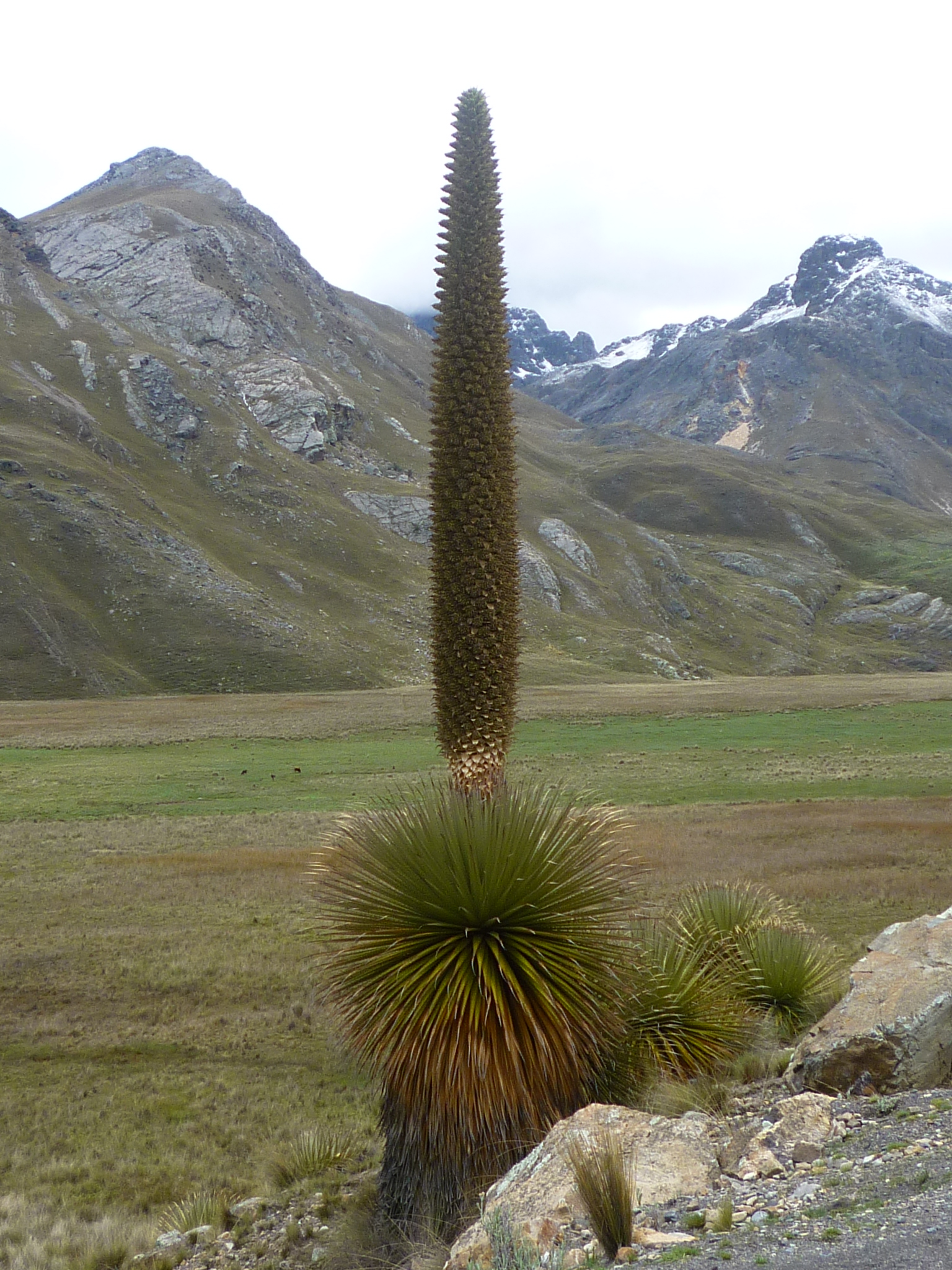
Пуйя Раймонда